# Болоховский
Болоховский — посёлок в Киреевском районе Тульской области России.
В рамках административно-территориального устройства входит в Новосельский сельский округ Киреевского района, в рамках организации местного самоуправления включается в сельское поселение Шварцевское.

## География
Расположен на реке Шат, в 19 км к северу от города Киреевска и в 25 км к юго-востоку от центра Тулы.

## Население
| 2002 | 2010 |
| ---- | ---- |
| 323  | ↘281 |